# На узбіччі
«На узбіччі» (англ. Sideways) — трагікомедійний кінофільм Александера Пейна. Стрічка отримала «Оскара» за найкращий адаптований сценарій, нагороду BAFTA за найкращий адаптований сценарій і два «Золоті глобуси» за найкращу комедію та найкращий сценарій.

## Сюжет
Майлз Реймонд (Пол Джаматті) працює шкільним вчителем літератури й намагається стати письменником. Джек (Томас Хейден Черч) — колишній актор та зірка кількох телевізійних шоу. Майлз і Джек — давні друзі. Джек має одружитися за тиждень і трохи нервує, тому Майлз бере його у подорож по винних заводах Каліфорнії, щоб зняти напругу та відгуляти останній тиждень «вільного життя». Мандруючи об'їзними шляхами (ще один переклад слова «sideways») вони самі з'їжджають зі свого «узбіччя».

## У ролях
- Пол Джаматті — Майлз
- Томас Гейден Черч — Джек
- Вірджинія Медсен — Майя
- Сандра О — Стефані
- Мері-Луїз Берк — мати Майлза
- Джессіка Хехт — Вікторія

## Створення
На роль Джека спершу планувався Джордж Клуні, але Александер Пейн вирішив, що той надто велика зірка для такої картини.
Режисер Александер Пейн особисто відбирав перелік вин, що фігурують у фільмі. Більшість вин, що було «випито» у сценах фільму, насправді є безалкогольними. Вино «Шеваль Блан» 1961 року, яке Майлз приберіг для урочистої події, насправді виготовляється з Мерло й Каберне Фран — двох сортів винограду, про які Майлз негативно відгукується протягом усього фільму.
Більшість фраз, що звучать за столом під час бесіди Майлза, Джека, Майї й Стефані, є чистою імпровізацією. У вільний від зйомок час, актори нерідко куштували справжнє вино, щоб як слід «освіжити горлянку». Їжа, що була на столі у сцені в будинку матері Майлза, призвела до серйозного отруєння акторів.
На фотографії, що розглядає Майлз у будинку матері, насправді зображені Пол Джаматті і його батько, колишній вповноважений Великої бейсбольної ліги Барт Джаматті.
Для участі в цьому фільмі Сандра О спеціально навчилась керувати мотоциклом.

## Нагороди та вплив
«На узбіччі» — перша стрічка, що отримала нагороду за найкращий сценарій одразу від усіх провідних американських груп кінокритиків — Національної ради оглядачів, гільдії кінокритиків Нью-Йорку й Лос-Анджелесу, Національної ради критиків, а також журі кінопремій «Золотий глобус», WGA та «Оскар».
Тема вина у стрічці настільки зачепила глядачів, що рівень продажів вина винограду сорту Піно-нуар у США в період з 2004 по 2005 роки зріс на 20 % (аналогічний бум спостерігався й у Великій Британії). При цьому продажі вин з сорту Мерло у той самий період значно впали.